# Llebre de l'Himàlaia
La llebre de l'Himàlaia (Lepus oiostolus) és una espècie de llebre de la família Leporidae que viu a la Xina, l'Índia, el Nepal i Mongòlia.